# Paul Hunter English Open
Paul Hunter English Open — пригласительный снукерный турнир, который проходит в Англии.
Турнир, первоначально носивший название English Open, был организован ассоциацией EASB и проводился ещё с 1997 года как любительское соревнование. Через десять лет турнир переименовали в честь Пола Хантера, известного снукериста, жившего в Лидсе (месте проведения English Open). Также с этого времени в Paul Hunter English Open могли участвовать и профессионалы. Ниже представлены только результаты тех розыгрышей турнира, в которых и играли профессиональные снукеристы.

## Победители
| Год  | Победитель   | Финалист      | Счёт |
| ---- | ------------ | ------------- | ---- |
| 2007 | Мэттью Коуч  | Нил Робертсон | 6:5  |
| 2008 | Сяо Годун    | Бен Вулластон | 6:2  |
| 2009 | Стюарт Бинэм | Дэвид Грэйс   | 6:0  |